# Франческо Антоніолі
Франческо Антоніолі (італ. Francesco Antonioli; нар. 14 вересня 1969, Монца) — італійський футболіст, що грав на позиції воротаря. Згодом — футбольний тренер.
Насамперед відомий виступами за клуби «Болонья», «Рома» та «Сампдорія».
Триразовий чемпіон Італії. Дворазовий володар Суперкубка Італії з футболу. Дворазовий переможець Ліги чемпіонів УЄФА. Володар Міжконтинентального кубка. Володар Кубка Інтертото.

## Клубна кар'єра
У дорослому футболі дебютував 1986 року виступами за команду клубу «Монца», в якій провів два сезони, взявши участь у 23 матчах чемпіонату.
Згодом з 1988 по 1999 рік грав у складі команд клубів «Чезена», «Модена», «Мілан», «Піза», «Реджяна» та «Болонья». Протягом виступів за «Мілан», де був резервним воротварем, виборював титул чемпіона Італії, ставав володарем Суперкубка Італії з футболу, переможцем Ліги чемпіонів УЄФА (двічі), володарем Міжконтинентального кубка, володарем Кубка Інтертото.
Своєю грою за «Болонью» привернув увагу представників тренерського штабу клубу «Рома», до складу якого приєднався 1999 року. Відіграв за «вовків» наступні чотири сезони своєї ігрової кар'єри. Більшість часу, проведеного у складі «Роми», був основним голкіпером команди. За цей час додав до переліку своїх трофеїв ще один титул чемпіона Італії, знову ставав володарем Суперкубка Італії з футболу.
Протягом 2003—2009 років захищав кольори клубів «Сампдорія» та «Болонья».
З 2009 року протягом трьох сезонів захищав ворота команди клубу «Чезена», в якій досвідчений гравець був основним голкіпером. Завершивши виступи на полі у 42-річному віці, залишився у «Чезені», де до 2018 року видповідав у тренерському штабі за підготовку воротарів.

## Виступи за збірні
Протягом 1989—1992 років залучався до складу молодіжної збірної Італії. На молодіжному рівні зіграв у 23 офіційних матчах.
1992 року захищав кольори олімпійської збірної Італії. У складі цієї команди провів 6 матчів. У складі збірної був учасником футбольного турніру на Олімпійських іграх 1992 року у Барселоні.
2000 року викликався до лав національної збірної Італії, потрапив до заявки команди на чемпіонат Європи 2000 року у Бельгії та Нідерландах. На турнірі, на якому італійці вибороли «срібло», був другим резервним воротарем (після Крістіана Абб'яті та Франческо Тольдо) і на поле не виходив.

## Титули і досягнення
- Чемпіон Італії (3):

«Мілан»: 1991–92, 1992–93
«Рома»: 2000–01
- Володар Суперкубка Італії з футболу (2):

«Мілан»: 1992
«Рома»: 2001
- Переможець Ліги чемпіонів УЄФА (2):

«Мілан»: 1988–89, 1989–90
- Володар Міжконтинентального кубка (1):

«Мілан»: 1989
- Володар Кубка Інтертото (1):

«Болонья»: 1998
- Чемпіон Європи (U-21): 1992
- Віце-чемпіон Європи: 2000